# Ксенодермові
Ксенодермові (Xenodermatinae) — підродина неотруйних змій родини Полозові (Colubridae). 
Включає 5 родів та 17 видів.

## Опис
Загальна довжина представників цієї підродини коливається від 35 до 80 см. Голова стиснута з боків, морда сильно витягнута, трохи загострена. Тулуб стрункий, кремезний. Особливістю цих змій є однорідна луска. Уздовж спини можуть бути рядки луски різного розміру з різними завширшки та завдовжки горбиками. Луска також може не щільно прилягати одна до одної.
Забарвлення коливається від жовтуватого до чорного. У низки видів є з боків світлі плями або смужки чи лінії.

## Спосіб життя
Полюбляють лісові, скелясті, гірські місцини. зустрічаються на висоті від 300 до 2550 м над рівнем моря. Активні вночі. Харчуються безхребетними, земноводними.
Це яйцекладні змії. Самиці відкладають до 12 яєць.

## Роди
- Achalinus
- Fimbrios
- Paraxenodermus
- Stoliczkia
- Xenodermus
- Xylophis